# El Xai Shaun
El Xai Shaun (originalment en anglès: 'Shaun the Sheep') és una sèrie de televisió de dibuixos animats britànica, produïda per Aardman Animation, els estudis de la franquícia de Wallace i Gromit. La sèrie és protagonitzada per Shaun, un xai que va aparèixer anteriorment al curtmetratge A Close Shave i al curtmetratge Shopper 13, i les aventures que viu al voltant d’una petita granja com a líder del seu ramat.
La sèrie es va emetre per primera vegada al Regne Unit a la BBC One el 5 de març de 2007. S'ha emès a 180 països de tot el món. La sèrie consta de 150 episodis de set minuts.
La sèrie va inspirar el seu propi spin-off, L'hora del Timmy, que segueix les aventures del cosí petit de Shaun i es dirigeix a espectadors més menuts. El llargmetratge titulat El Xai Shaun: la pel·lícula es va estrenar el 2015. També s'ha realitzat una pel·lícula de 30 minuts, El Xai Shaun: les llames del granger, que es va emetre com a especial de televisió de Nadal del 2015. El segon llargmetratge que s'ha produï es titula El Xai Shaun, la pel·lícula: Farmageddon, estrenada el 18 d’octubre de 2019.
Aquesta sèrie s'ha emès al Canal Super3 i al canal SX3.

## Argument

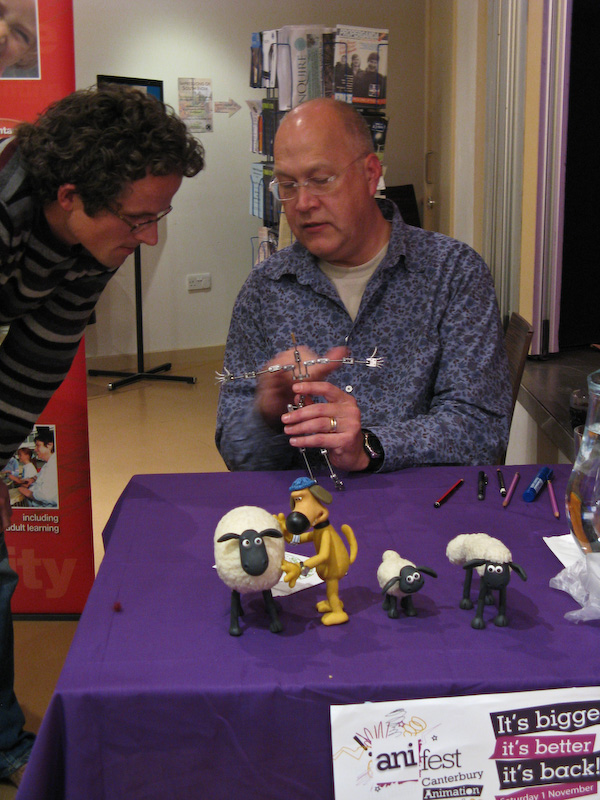
Richard Goleszowski, creador de la sèrie.

Shaun és un xai espavilat i intel·ligent que viu amb el seu ramat a Mossy Bottom Farm, una petita granja tradicional nord-anglesa. En cada episodi, el seu darrer intent d’afegir emoció a la seva avorrida vida mundana com a bestiar esdevé en una fantàstica fugida còmica, sovint amb l’ajut de la seva fascinació per les accions i els dispositius humans. Normalment, això els porta en conflicte amb el gos pastor Bitzer, mentre la resta del ramat intenta evitar que el pagès els descobreixi. Shaun mai no recorre a la força per resoldre els divertits embolics en què es fica.